# Hindu panteon
A panteon jelentése: az istenek temploma. Ez a cikk a hinduizmusban fellelhető isten-képpel és istenségekkel foglalkozik.

## A hinduizmus
A hinduizmus a vallási életnek a földön kialakult csaknem valamennyi megjelenési formáját felöleli; a legsokoldalúbb vallási képződmény ez, amelyet a jelenkor ismer. Fenséges és visszataszító, primitív és kifinomult gyakran annyira közvetlenül egymás mellett található benne, mint sehol máshol. A hinduizmusban különböző hitrendszerek, az imádat, a szertartások és hagyományok különböző fajtái foglalnak helyet egymás mellett. Különféle vallások laza szövetsége ez, olyan, többnyire teista világkép, amelyet henoteizmus, monoteizmus, politeizmus, panteizmus, panenteizmus, monizmus ível át. Még ateizmus és egyfajta animizmus is megtalálható benne.

## Isten fogalma
A hinduizmus – a Brahman- és Ísvara-tannal – földünk legrégebbi, ismert monoteista vallása. A Brahman minden létező ősoka, transzcendens létező. Személytelen, tér és idő fölé emelkedett, kezdet és vég nélküli, felfoghatatlan, megismerhetetlen, semmiféle tulajdonsággal nem jellemezhető. Gyakran világléleknek nevezik.
A panteisták szerint minden a személytelen, örökkévaló Istenre, Brahmanra vezethető vissza. A világban csak neki van igazi valósága. A sokszínű jelenségvilág nem a valóságban létezik, hanem csak a Brahman által, esetleg a mi tudatlanságunk (avidjá) által megcsillantott csalóka látszat (májá). Sankara és követői (a teopanteisták) szerint Brahman a Minden-Egy, az anyagi valóságon túli megfoghatatlan, felfoghatatlan örök szellemi lét. Ez az abszolút Brahman azonos az ember belső, isteni lényegével, az átmannal is. A Brahman jellemző sajátosságokkal (attribútumokkal) rendelkező alakban ísvaraként, mint a hívők imádatának tárgya nyilvánul meg. 
Az indiai teológia szerint Istennek három arculata van: Brahman, Paramátma és Bhagaván (Ísvara). Ebben a három arculatban Isten három alapvető tulajdonsága nyilvánul meg: szat (सत्, öröklét), csit (चित्, teljes tudás) és ánanda (आनन्द, végtelen gyönyör). A szat Brahmanban, a szat és a csit Paramátmában, a szat, a csit és az ánanda pedig Bhagavánban valósul meg. Bhagaván – vagy másképp Ísvara – Isten valamennyi tulajdonságát megnyilvánítja.
Vaisnava magyarázók egy frappáns analógiával tették érthetővé az Isten-felismerés három szintjét. A példázatban három egyszerű falusi ember álldogál a vasútállomáson és izgatottan várja, hogy befusson a vonat. Még egyikük sem látott soha vonatot, és most meg akarják nézni, hogy milyen. Egyszer csak az egyik meglát egy hatalmas szerkezetet, amely jelzőfényét előrevetítve közeledik a távolból. – Mi ez? – kérdezi a kísérőjétől. – Ez a vonat – feleli a kísérő. Az ember megköszöni a választ és elégedetten távozik, azt gondolva, hogy akkor ő már látta is a vonatot. 

Amikor a szerelvény bepöfög az állomásra, a második ember így kiált fel: – Nahát, itt a vonat! – Ő már nemcsak a jelzőfényt látta, hanem a mögüle előtűnő kocsikat is. Megnyugodva, hogy már mindent látott a vonatból, maga is távozik. 

A harmadik ember azonban még nem megy el, hanem türelmesen várakozik. Amikor a vonat valamennyi kocsija beérkezik az állomásra, megpillantja a kalauzt és látja azt is, hogy a kocsikban utasok ülnek. 

A három falusi visszaballag a falujába és mindenkinek elújságolja, mit látott. Noha kétség nem fér hozzá, hogy mindhárman ugyanazt a vonatot látták, a leírás, amit adnak, eltér egymástól: mindhárman más felismerésre tettek szert. A harmadik ember nyilvánvalóan teljesebb élménnyel tért haza, mint a társai, és erről őket is meg tudta győzni, ugyanis tökéletesen leírta nekik, amit ők láttak – sőt még annál többet is. 

Ha tovább bontjuk az analógiát, megállapíthatjuk, hogy az erős jelzőfény az Úr személytelen ragyogását jelképezi (Brahman). A konkrétabb valóságot elfedő jelzőfény az isteni szubsztancia gondolatát szimbolizálja, amely mögött a minden létezőt átható személyiség – Paramátmá – áll. A harmadik ember által látott kép Isten felismerésének legteljesebb szintje (Bhagaván), amikor a lélek találkozik az Istenség Legfelsőbb Személyiségével és személyes kapcsolatot alakít ki vele.
Az indiai gondolkodás Ísvara (Bhagaván) megnyilvánulását is hármasságnak látja, amelynek oka azonban egy. Így az isteni hármasság (trimúrti) elkülönülése:
- Brahma, a teremtő
- Visnu, a fenntartó
- Siva, a pusztító és egyben megújító.

Brahma Ísvara első megnyilvánulása, a teremtő. A megnyilvánult világ kettőssége a megnyilvánulatlan Brahmanból származik. Brahmá a teremtéssel, a kettősség megalkotásával feladatát bevégzi és visszahúzódik mindaddig , míg egy új teremtés hajnala ismét meg nem nyilvánul. Brahmának nincsenek templomai (pár kivétellel) és nincsenek követői sem. Az átlagember a hindu hétköznapokban nem állítja őt elmélkedésének fókuszába.
A modern reformerek kivételével a legtöbb hindu több istenben hisz, akik különböző kozmikus vagy etikai funkciókat töltenek be, közülük a legnagyobbnak azonban teljességgel eltérő hatalmat és jelentőséget tulajdonítanak, attól függően, hogy melyiküket tekintik a legfőbb világelvnek: egy személytelen világtörvényt vagy egy személytelen Minden-Egyet, vagy Visnut, Sivát, esetleg a panteon más alakját.
A mai uralkodó nézet szerint létezik egy örök és változhatatlan személyes Isten, aki az összes dharma alá vetett istenség fölött áll, s tőlük lényegében különbözik (henoteizmus).

Ísvara (Bhagaván) szinonimája a saivizmusban egyet jelent Sivával, a vaisnavizmusban Visnuval, vagy valamelyik avatárával, a saktizmusban az Anyaistennő, a modern kori hindu reformmozgalmakban az egy Isten, a Krisna-tudatú irányzatban az Istenség Legfelsőbb Személyisége, a Legfelsőbb Úr, vagyis Srí 'Krisna'.
Visnu Ísvara, az isteni hármasság (trimúrti) középső alakja. A vaisnavizmusban Visnu megtestesülései (avatárái) váltak a legfontosabbakká, és ők a Legfelsőbb Urat többnyire Krisna vagy Góvinda néven ismerik. Itt Krisna Isten (Bhagaván) Visnuként (Nárájana-ként) is megjelenik. 

Visnu főbb további kiterjedései: Nriszinha, Vámana, Varáha, Ráma. Annak ellenére, hogy Istennek sokféle kiterjedését ismerik, a szentírásaik szerint "Isten csak egy van" (éka brahma dvitíja nászti).
Siva az egyik legszélesebb körben imádott Isten Indiában, a saivizmus számára a legfőbb Úr. Ábrázolásakor gyakran egyik kezében kígyót, másik kezében szigonyt tart. Az ősi szent városokban (pl. Benáreszben), ahol sok híve az egész életét neki szenteli, olyan neveken imádják, mint Mahádéva ("nagy Isten") vagy Natarádzsa ("a táncosok királya"). Siva istennek 28 avatárája ismert, de nem tettek szert olyan jelentőségre, mint Visnuéi.
Azok az indiai filozófusok és hívők, akik hisznek az örökkévaló Isten létezésében, a világot is tőle származónak tartják, tehát nemcsak a világ ható ősokának, hanem anyagi ősokának is őt tekintik. A világrend tehát csak az isteni akarat megnyilvánulási formája, minden Istenre vezethető vissza, Ő bocsátotta ki magából a „dharmát”, a mindenséget meghatározó törvényt.

## Istenek és istenségek
A hinduizmusban a létezés hierarchiájában Ísvara (Isten) alatt olyan létfokozatok vannak, amelyek Istennél alacsonyabb, de az embernél (pillanatnyilag) magasabb fejlődési fokon állnak. Ezeket nevezi a hindu bölcselet déváknak, szó szerinti fordításban: fénylő lényeknek, utalva arra, hogy nincs fizikai, csak fénytestük. A hindu világ nagyobb része mintegy 33 millió istenséget (dévát) tart számon. E sokistenhit bálványozása panteonjának számtalan istenalakja nem egyéb, mint számtalan természeti erő megszemélyesítése, vagy a világban észrevehetően ható rész-erők. A nyugatiak ugyanazt a szót használják a két fogalomra, amikor Istenről és istenekről beszélnek. A hinduk megkülönböztetik e fogalmakat már a nevekben is. Az emberfeletti erők megszemélyesítéseit, jelképeit nem ísvaráknak, hanem déváknak mondja.
Félisteneknek is nevezik őket. Azért félistenek, mert csak félig istenek, azaz egyikőjükre sem igaz, hogy az Istenség Teljes személyisége volna. Egyikük sem Isten, hanem Istennek alávetett, ugyanakkor nagy erővel felruházott lények, akik különleges hatalmat kaptak az univerzum irányításában. Ugyanakkor nagy részük önálló kultusszal rendelkezik, legalábbis tisztelet tárgya. Többségük dél-indiai és igen ősi eredetű.
A Bhagavad Gítá így ír:
- Akik más istenek (félistenek) hívei, s őket imádják nagy hittel, azok valójában engem (Krisna) imádnak, ám rossz úton járnak.

A. C. Bhaktivedanta Swami Prabhupáda magyarázata: A Legfőbb Isten egyetlen, aki a félisteneket olyan képességekkel ruházta fel, amelyek alkalmassá teszik őket az anyagi világ irányítására. Ezek a félistenek mind élőlények, akik rendelkeznek valamilyen anyagi hatalommal. A Legfőbb Istennel azonban nem lehetnek egyenlővé.
A Brahma-szanhitá kihangsúlyozza az Urak Ura (Krisna) elsőbbségét és a félistenek másodlagos szerepét. Szembehelyezkedik a pancsópászaná (az öt isten: Visnu, Siva, Ganésa, Durgá, Szúrja) imádatával. Egy vaisnava szent így kommentálja e művet: Azzal, hogy Visnu végtelen fenségét a többi isten fenségének szintjére degradálják, őt magát pedig a többi isten egyikeként tartják számon, súlyos sértést követnek el... A dzsíváknak (élőlényeknek) örök kötelességük, hogy Krisnát (és csak őt), az Urak Urát szolgálják.
A vaisnava magyarázók szerint a félistenimádat anyagi motiváltságú. Ők arra hívják fel a figyelmet, hogy az anyagi nyereség soha nem teheti igazán elégedetté az embert, hiszen az ember lelki lény. Ha valaki mégis félistenekhez imádkozik, azt lelki okokból tegye. Jó példa erre Ganésa – az akadályok elhárítója – akihez bátran fordulhat valaki, ha azt szeretné, hogy Isten megvalósítása útjából elhárítsa az akadályokat.
Jóllehet az indiai társadalmat többnyire patriarchálisnak tekintik, van egy ősi tradíció, amely istennő-imádatot hirdet. A saktizmus gyökerei egészen az ősi Védákig nyúlnak vissza, ahol különböző női istenségekről találunk leírásokat. Ebben az irányzatban a mai napig fennmaradt az a tradíció, hogy a legfőbb istenséget nőneműnek tartják, akit a világ anyjaként és úrnőjeként ünnepelnek. Ez a Mahádévi néven ismert istennő imádatában érte el a csúcspontját. Mahádévít (ez voltaképpen egy gyűjtőnév) más neveken is tisztelik – Durgá, Káli, Umá stb. – attól függően, hogy melyik megnyilvánulásáról van szó, és milyen földrajzi régióban gyakorolják az imádatát. Nem más ő, mint az univerzum isteni saktija (energiája). A Nagy Anya tisztelete valóságos összekötő kapocs a saivák és a sakták között. Siva és Saktija egységét a félig férfi, félig nő Ardhanári alakban tisztelik. A saivák szemében Sakti Párvatiként az örök nőt megtestesítő hitves. Az istennők többsége önálló kultusszal rendelkezik.
Durgá az anyagi teremtés istennője. Szólítsák bár ókori görög nevén (Gaia), az ókori egyiptomi nevén (Ízisz), afrikai nevén (Osun) vagy a világ különböző tájain használt több száz szó neve bármelyikén, mindig ugyanarról az istenségről van szó. Ő a Földanya, szanszkrit nevén Bhú (भू). A Brahma-szanhitá leírja, hogy az anyagi világ nem más, mint Durgá szolgálatának színtere. Durgá ünnepe, a Durgá-púdzsá egyenesen a hinduizmus egyik legnagyobb ünnepe, amihez legfeljebb a Sívarátri hasonlítható.
Ganésát, az elefántfejű istenségként ábrázolt lényt mintegy egymilliárd hindu imádja a világon. Ő az, aki elhárítja az akadályokat és távol tartja a gonosz erőket, és gyakran ő őrködik a kapuknál és a bejáratoknál. Mivel közösségi és családi vallásos szertartások megkezdése előtt őt imádják, "a kezdetek ura"ként is ismerik.
Szkanda a "támadó", a háború istene. Szinkretisztikus jellegét az tetőzte be, amikor a puránák Siva és Párvati fiának tették meg. Korábbi, főként tamil változatokban fennmaradt mítoszok azonosnak tekintik Kártikéjával.
Az istenségek (és sokszor az emberek) ellenségeiként jelennek meg az aszurák (a démonok).

### A világtájak őrzői
A Védákban négy istenség szerepel a "világtájak" őrzőjeként (díkpála) :
- Indra, a vihar istene (kelet)
- Varuna, a víz istene (nyugat)
- Jama, a halál istene (dél)
- Kuvéra (wd), a gazdagság istene (észak).

Őket egészítik ki a köztes égtájak őrzői :
- Agni, a tűz istene (délkelet)
- Váju (wd), a szél istene (északnyugat)
- Nirrti (wd), a balszerencse istene (délnyugat)
- Ísána (wd) (északkelet).

## Történelem
Az indiai Istenfelfogások közül a legkorábbi vonulatot az Indus-völgyi civilizáció képviselte, amely Kr. e. 2500 – Kr. e. 1700 között virágzott. Feltártak ebből az időből épületeket, szobrocskákat és pecsétnyomókat, de az írást máig nem fejtették meg, és nem világos pontosan, milyen is volt a vallás.
Az árja népek Közép-Ázsiából érkeztek. Szétszóródtak Európában és Észak-Indiában is – így kerületek egymással kapcsolatba az európai és indiai nyelvek: az Isten szó angol (God) és német (Gott) megfelelője ugyan teuton eredetű, de a Zeusz, Deus, Dieu stb. az árja dyaus szóból származik. Az árja népek kb. Kr. e. 1500-tól költöztek be Indiába – korábban invázióról beszéltek a kutatók, de manapság néhányan amellett érvelnek, melynek során a dravida vallási hiedelmeket nem söpörték el, hanem beolvasztották és átformálták.
A Védákról (a vid = tudás szóból) az indiaiak úgy tartják, hogy nem emberi közreműködés révén jöttek létre, hanem az örök igazság mutatkozott meg bennük a risik ("látók") segítségével. Sok évszázadon keresztül íródtak; keletkezésüket a legtöbb tudós Kr. e. 1500 és Kr. e. 500 közötti időpontra teszi.
A védikus irodalom általános vélekedés szerint 33 istenséget (trajasztrimsad déva-táh) említ, de az egyik korai védikus himnusz, a Rigvéda egyik verse például csak az Agnit Áldozó Papként tisztelő istenek számát 3339-ben jelöli meg. Ugyanez a szám szerepel a Visvé-dévák hívásakor az Aitréja bráhmanában is.
Mivel a Rigvéda istenei alapvetően a természeti erők, jelenségek, az emberi létet meghatározó elemek és erők deifikálása révén születtek meg, érthető, hogy a hagyományos ind osztályozás a föld, a lég és az ég hármas szférájának valamelyikéhez kötötte őket. Amennyiben nevük őrzi őseredetüket – Ég (Djausz), Föld (Prithivi), Nap (Szúrja), Hajnal (Usasz), Tűz (Agni) – az antropomorfizációs folyamat csak a felszínt érintette: ezeket az isteneket a rájuk jellemző tulajdonságokkal, jellegzetességekkel írták le.
De a Rigvéda (Kr. e. 1700 – Kr. e. 1200) összevonja a különböző isteneket és kijelenti, hogy ők mindnyájan ugyanazon realitás különböző megnyilvánulási módjai és szintjei:
"Születéskor, ó Agni, Varuna vagy: ha lángot vetsz, ó Agni, Mitra vagy; minden Isteni lényegnek, ó erő fia, hordózója vagy, s akik imádnak, azoknak Indra vagy." 

Indra magában foglalta más istenek tulajdonságait is. Az Upanisadok így fogalmaz: "Indra maga az összes Istenből áll, így ő a legnagyobb".
A Puránák – amelyek eredete szintén ősi időkre vezethető vissza – kísérletet tartalmaznak az istenek és istennők aszerint történő sorba állítására, hogy mi áll tiszteletük középpontjában. Így például a Visnu purána azt jegyzi fel, hogyan győzte le Krisna Sivát. Az isteneket sokféleképpen lehet imádni, de ezek mind olyan formák, amelyekben az Egy, aki Isten – akit egyre inkább Nárájanával (szanszkrit: नारायण) azonosítanak – meg akar nyilvánulni. A puránák azt tükrözik, hogyan kristályosodott ki a számtalan isten és istennő imádatából India két nagy vallási irányzata: a vaisnaváké (akik Visnut és avatárait imádják) és a saiváké (akiknek Siva áll tiszteletük középpontjában).
Nammalwar, az ókori dél-indiai szent Istent Nárájanával azonosította, egyszerűen Istennel, túl a szavakon és képzeleteken.
- Nárájana, eredője minden isteneknek[25]

A védánta (a „Véda vége”) olyan elmélet, diszciplína, amelyik a szent Véda-szövegek végén álló upanisadok végső célját kívánja felderíteni.
Terjedelmes tankönyve a Bráhmaszútra, amelyet Bádarájanának tulajdonítanak (1. század); mivel ez a mű talányos, tömör aforizmái következtében különféle
értelmezéseket tesz lehetővé, ezért a legkülönfélébb nézetek olvashatók ki belőle: teista pluralizmus, amely az Isten, a lelkek és az anyag
különböző voltát tanítja, panenteizmus, amely szerint valójában minden Isten emanációja (isteni princípium kisugárzása), mindent Isten bocsát ki magából, és illúzió-elmélet, amely szerint csak a személytelen isteni rendelkezik valóságos léttel, az egész sokféleség csak puszta látszat.
Sankara (788-820) a védánta-szövegek újraértelmezésével nagy fontosságú kísérletet tett arra, hogy a sok egymás
mellett létező vallásos nézetet és kultuszformát egyetlen végső, nagy egésszé foglalja össze. Rendszeréhez felhasználta a későbbi buddhista filozófusoknak a kétfokozatú igazságról szóló tanítását, ezzel magáévá tette azt a nézetet, amely szerint a jelenségek világában minden vallási
formának megvan a maga létjogosultsága, a legfőbb valóság azonban csak tökéletlenül fogható fel. A különféle vallások a legfőbb egyetemes
igazságnak csak feltételezett részletaspektusai, az igazság maga azonban túl van a májá (illúzió) sokszerűségének látszatán, és csak a
meditatív elmélyülés révén ismerhető meg. Sankara kétszintes tanépülete ily módon egyesíti magában az akozmikus teopantizmust — eszerint
csak egy legfőbb, személytelen Minden-Egy létezik — a világ személyes urában való hittel, amelynek viszont csak a májá területén belül van
érvénye. Minden tan és valamennyi kultusz csupán lépcsőfok az abszolút igazság megszerzéséhez vezető úton, maga az igazság túl van szavakon
és gondolatokon. Sankara azonosította Brahmant Ísvarával, Isten indiai kifejezésével. Ísvara, vagy Isten, a Májá Ura, állandó az univerzumban, amelyet belülről irányít. Transzcendens, mint Brahman és minden dolgon felül áll. A világgal kapcsolatban Ísvara az Egy, aki teremti, fenntartja és lerombolja az univerzumot. S mivel Ísvara elérhető, és egyetlen kapcsolatunk Brahmanhoz, ő az istenimádat, a hódolat és ima tárgya, ő vezet a jó és erkölcsös élethez.
Sankara tana nagy visszhangra talált a legtöbb hindunál, és ma a filozófiailag képzettek körében az ortodox bráhmanizmus legbefolyásosabb kifejezési formájának számít.
Míg Sankara imperszonalista értelmezésben fogadta el a szentírásokat, addig Rámánudzsa (1017–1137) visistádvaita filozófiájának kidolgozásával egészen közel került a Védák eredeti monoteizmusához. A visistádvaita filozófia egyfajta módosított monizmusnak tekinthető: Egyek vagyunk Istennel, de különbözünk is tőle – vallotta Rámánudzsa. Mintegy száz évvel utána megszületett Madhva (1239-1319), aki a dvaita filozófia kidolgozásával a valóság kettős természetét hangsúlyozta: van Isten és van az élőlény, és a kettő soha nem lehet azonos egymással. Az ind filozófiai irodalom történeti szempontból nem más, mint egy meg-megújuló vita a Madva tiszta dualizmusa, Rámanudzsa korlátozott monizmusa és Sankara tiszta monizmusa között fennálló különbségekről.
A filozófiai iskolákon kívül létrejött számos szekta is, ezek hitük középpontjába Visnu, Siva vagy valamely másik istenség (Szkanda, Ganésa) kultuszát állították. Bár a szekták is a darsanák eszméit használják fel dogmáik kialakításához, ezeken kívül még számos saját tantételt is
felállítanak, olyanokat, amelyeket csak ők maguk fogadnak el érvényesnek, mások nem. Sok irányzat teológiájában központi fogalom a „bhakti”, a
világmindenség Ura iránti áhítatos odaadás.
Valamennyi indiai vallási rendszernek, legyen az teista, panenteista, teopantisztikus vagy ateista, központi dogmája a karmáról és a lélekvándorlásról szóló tan; minden vallásos embernek arra kell törekednie, hogy jó cselekedetekkel biztosítsa a maga számára a kedvező újramegtestesülést. A filozófusok sokat vitatkoztak Istenről, a szent helyekről és a vallási kötelességekről, abban azonban, hogy az erőszakmentesség, a szeretet és a könyörületesség követendő erény, minden rendszer egyetért.

## Istenek
A hindu rendszerben fellelhető főbb istenek, félistenek, avatárák:
| Név                         | Avatár, társult személy vagy más formák                                                        | Hely                               | Ábrázolása | A korai művészetekben |
| --------------------------- | ---------------------------------------------------------------------------------------------- | ---------------------------------- | ---------- | --------------------- |
| Visnu                       | Ráma, Krisna, Nárájana, Vithoba, Venkateswara, Dzsagannátha Varaha Naraenten (那羅延天, Japán) | India, Nepál, Sri Lanka            |            | Kr. e. 2. század      |
| Siva                        | Mahadeva, Pashupati, Tripurantaka, Dakshinamurthy, Acalanatha Fudō Myōō (Japan)                | India, Nepál, Sri Lanka            |            | Kr. e. 1. század      |
| Brahma                      | Bonten (Japán) Phra Phrom (Thaiföld)                                                           | India, Nepál, Sri Lanka            |            | 6. század             |
| Ganésa                      | Ganapati, Vinayaka (Shiva fia, Parvati) Kangiten (Japán)                                       | India, Nepál, Sri Lanka            |            | 7. század             |
| Kártikéja                   | Szkanda, Murugan (Siva és Párvati fia)                                                         | India, Sri Lanka                   |            | 8. század             |
| Párvati                     | Uma, Devi, Gauri, Durgá, Káli Umahi (烏摩妃, Japán) Dewi Sri (Indonézia)                       | India, Nepál, Sri Lanka            |            | 5. század             |
| Laksmi                      | Sri, Sita, Radha Kisshōten (Japán) Nang Kwak (Thaiföld)                                        | India, Nepál, Sri Lanka            |            | Kr. e. 1. század      |
| Szaraszvati                 | Benzaiten (Japan), Biàncáitiān (Kína), Thurathadi (Mianmar), Suratsawadi (Thaiföld)            | India, Nepál, Sri Lanka Jáva, Bali |            | 11. század            |
| Durga                       | Párvati, Káli Betari Durga (Indonézia)                                                         | India, Nepál, Sri Lanka            |            | 8. század             |
| Káli                        | Durgá, Párvati                                                                                 | India, Nepál, Sri Lanka            |            | 12. század            |
| Mariamman                   | Durgá, Párvati                                                                                 | Dél-India, DK-Ázsia                |            |                       |
| Harihara                    | félig Visnu, félig Siva                                                                        | India, Sri Lanka                   |            | 6. század             |
| Ardhanári (Ardhanarishvara) | félig Siva, félig Párvati                                                                      | India, Nepál, Sri Lanka            |            | 1. század             |

## Fordítás
- Ez a szócikk részben vagy egészben  a   God in Hinduism című angol Wikipédia-szócikk fordításán alapul.  Az eredeti cikk szerkesztőit annak laptörténete sorolja fel. Ez a jelzés csupán a megfogalmazás eredetét és a szerzői jogokat jelzi, nem szolgál a cikkben szereplő információk forrásmegjelöléseként.
- Ez a szócikk részben vagy egészben  a   Hindu views on monotheism című angol Wikipédia-szócikk fordításán alapul.  Az eredeti cikk szerkesztőit annak laptörténete sorolja fel. Ez a jelzés csupán a megfogalmazás eredetét és a szerzői jogokat jelzi, nem szolgál a cikkben szereplő információk forrásmegjelöléseként.
- Ez a szócikk részben vagy egészben  a   Hindu deities című angol Wikipédia-szócikk fordításán alapul.  Az eredeti cikk szerkesztőit annak laptörténete sorolja fel. Ez a jelzés csupán a megfogalmazás eredetét és a szerzői jogokat jelzi, nem szolgál a cikkben szereplő információk forrásmegjelöléseként.